# Roksana Jordanova
Roksana Nikolaeva Jordanova (in bulgaro Роксана Николаева Йорданова?; Sofia, 1º aprile 1984) è un'ex cestista bulgara.

## Carriera

### Club
Inizia la sua carriera in campionati a livello professionistico in patria nel 1999 con la maglia del Levski Spartak Sofia dove rimane sino 2005 anno in cui passa al Bnei Yehuda in Israele. Poi dal 2005 al 2009 cambia 4 squadre diverse: Rilski Sportist in Bulgaria, Olimp-NAEK in Ucraina, Dunav Ruse ancora in Bulgaria ed Alghero in Italia. Dall'estate del 2009 a quella del 2011 gioca in serie A2 con l'Orvieto. Nell'estate del 2011 si trasferisce al Viterbo. Dall'estate del 2012 gioca in Sardegna con il San Salvatore Selargius.
A livello internazionale ha partecipato nel 2005 con il Levski Spartak Sofia e nel 2008 con il Dunav Ruse alla EuroCup Women.

### Nazionale
Ha collezionato diverse convocazioni nelle rappresentative giovanili (nel 1999 e nel 2000 con l'under 16, nel 2002 e nel 2004 con l'under 18 e sempre nel 2004 con l'under 20) della nazionale bulgara e dal 2003 gioca nella nazionale maggiore con cui ha partecipato per 3 volte alle qualificazioni (2003, 2009 e 2011) per i campionati europei, senza però raggiungere la fase finale della competizione.

## Palmarès
- Miglior quintetto under 16 campionato bulgaro: 2

Levski Spartak Sofia 1999, 2000
- Miglior quintetto assoluto campionato bulgaro: 1

Levski Spartak Sofia 2005
- Finalista campionato bulgaro: 1

Levski Spartak Sofia 2005
- Finalista coppa di Bulgaria: 1

Levski Spartak Sofia 2005
- Campionato bulgaro: 1

Dunav Ruse 2008
- Finalista coppa di Bulgaria: 1

Dunav Ruse 2008